# 24695 Styrsky
24695 Styrsky este o planetă minoră (asteroid), cu un diametru de 2,839 km, din centura de asteroizi. A fost descoperită pe 16 septembrie 1990 la Observatorul Kleť de Antonín Mrkos. 
Obiectul prezintă o orbită caracterizată de o semiaxă mare de 2,5940824 UAi, o excentricitate de 0,33, o înclinație de 5,13414 ° în raport cu ecliptica.